# Bandar bin Abd al-Aziz Al Sa'ud
Bandar bin ʿAbd al-ʿAzīz Āl Saʿūd (in arabo بندر بن عبد العزيز آل سعود‎?; Riad, 1921/1923 – Gedda, 28 luglio 2019) è stato un principe e imprenditore saudita, membro della famiglia reale Al Saʿūd.

## Primi anni di vita
Bandar è nato a Riyad nel 1923. Tuttavia, Talal Kapoor dà come anno di nascita il 1921. Sua madre era una donna siriana o marocchina, Bazza (morta nel 1940).
Fratello germano di Bandar era il principe Fawwāz. Egli è l'undicesimo figlio di ʿAbd al-ʿAzīz.

## Attività di carriera e di business
La sola carica ufficiale che ha detenuto è stato di direttore del Ministero dell'Interno. Possiede molte attività commerciali varie, tra cui Tabuk Cement Co. e Riyadh Recreational Hotels Co.

## Successione
La sua riluttanza a partecipare alle attività di governo hanno fatto sì che fosse escluso dalla linea di successione. Un altro motivo che può spiegare tale scelta è che sua madre era marocchina.
L'opposizione alla nomina del principe Sulṭān come Secondo Vice Primo Ministro di re Fahd nel 1982 è venuta in particolare da due fratelli, Musāʿid e Bandar stesso, entrambi superiori in età a Sulṭān. La reazione di Musāʿid è stata ignorata perché padre del principe che aveva assassinato re Fayṣal nel 1975. Gli interessi di Bandar, tuttavia, erano più difficili da trascurare. Non solo ha voluto essere il prossimo in linea, ma voleva anche il lavoro di Sulṭān come ministro della Difesa e dell'Aviazione. Come risultato, sia la disputa sulla successione che la richiesta relativa al Ministero della Difesa è stata respinta a causa del fatto che non aveva alcuna precedente esperienza amministrativa. Come compenso, però, a due dei suoi figli sono stati dati importanti lavori: Manṣūr è stato comandante della base aerea di Gedda e Fayṣal è governatore della provincia di Riyad.

## Vita personale
I figli di Bandar hanno servito in posti governativi e militari. Suo figlio, Fayṣal, era Vice Governatore della Provincia di ʿAsīr. In precedenza era governatore della provincia di al-Qasim dal 1992. Un altro figlio, ʿAbd al-ʿAzīz, è stato Vice Capo della Presidenza dell'Intelligence e il suo mandato è durato fino al 5 ottobre 2012, quando si è dimesso dalla carica. Il terzo figlio, Khālid, è stato governatore della provincia di Riyad, in precedenza era tenente generale e comandante della Reale Forza Terrestre saudita. Un quarto figlio, Manṣūr, è un ufficiale dell'aeronautica. È stato comandante della squadriglia di McDonnell Douglas F-15 Eagle presso la base aerea di Dhahrān nei primi anni ottanta. Si dice che Manṣūr abbia avuto intensi contatti commerciali con Turkī b. Nāṣer mentre era in servizio nella forza aerea reale. Si è inoltre sostenuto che Manṣūr avesse rifiutato il comando della base aerea di Ṭāʾif a causa delle sue attività commerciali nella provincia orientale. Uno dei suoi figli più piccoli, Abd Allah, è ministro della Guardia nazionale dal dicembre 2018.
In accordo con la famiglia e la tradizione tribale, in vita Bandar ha goduto di grande influenza negli affari del regno.

## Morte e funerale
Il principe è morto a Gedda il 28 luglio 2019. Le preghiere funebri si sono tenute il giorno successivo nella Grande Moschea di La Mecca dopo la preghiera della sera. La salma è stata poi sepolta nel cimitero al-Adl della città.